# 斯內蒂瑟姆
斯內蒂瑟姆是英國諾福克郡的一個村莊和民政教區。它位於諾福克西海岸附近，距亨斯坦頓海濱度假勝地以南約5英里（8.0公里），距金斯林以北9英里（14公里），距諾里奇西北45英里（72公里）。
該民政教區面積為28.03平方公里（10.82平方英里），根據2001年英國人口普查的數據顯示，該教區的人口為1,097戶、2,374人。就地方政府而言，該教區屬於金斯林和西諾福克非都會區。到2011年，該民政教區人口已增至2,570人， 2021年增至2,710人。